# 農業振興地域の整備に関する法律
農業振興地域の整備に関する法律（のうぎょうしんこうちいきのせいびにかんするほうりつ、昭和44年7月1日法律第58号）は、自然的経済的社会的諸条件を考慮して総合的に農業の振興を図ることが必要であると認められる地域について、その地域の整備に関し必要な施策を計画的に推進するための措置を講ずることにより、農業の健全な発展を図るとともに、国土資源の合理的な利用に寄与することに関する日本の法律である。略称は、農振法（のうしんほう）。

## 構成
- 第一章　総則（第1条―第3条）
- 第一章の二　農用地等の確保等に関する基本指針（第3条の2・第3条の3）
- 第二章　農業振興地域整備基本方針（第4条・第5条）
- 第三章　農業振興地域の指定等（第6条・第7条）
- 第四章　農業振興地域整備計画（第8条―第13条の6）
- 第五章　土地利用に関する措置（第14条―第19条）
- 第六章　雑則（第20条―第25条）
- 第七章　罰則（第26条・第27条）
- 附則

## その他
農振法ができたきっかけは、建設省（現国土交通省）が都市計画法により農地にゾーニング規制をかけたのに対抗して、農林水産省が対抗として立法したことである。
農振法は農地法と並び農地等の開発に対する規制法であり、用途の指定を行う農振法と個別の開発を規制する農地法と相互に関係した法体系である。
農業振興地域を都道府県が指定し、農業振興地域整備計画を策定し、その中で農用地利用計画において、農用地区域の設定を行っている。農用地区域においては、農用地、農業用施設等の用途の指定を行っている。また、農用地区域内の開発行為は農振法第15条の2によって制限されており、その土地を除外（農振除外）しなければ開発はできないのが通常である。
農振除外のためには、以下の要件をすべて満たす必要がある。（農振法第13条第2項）
- 必要かつ適当で代替すべき土地がない
- 農業上の効率的な利用に支障がない
- 認定農業者などの利用集積に支障がない
- 土地改良施設などの機能に支障がない
- 土地改良事業などの完了後8年を経過している